# Instytut Polski w Bratysławie
Instytut Polski w Bratysławie (słow. Poľský inštitút v Bratislave) – polska placówka kulturalna w stolicy Słowacji podlegająca Ministerstwu Spraw Zagranicznych RP. Prowadzi współpracę, zajmuje się promocją kultury, nauki i sztuki polskiej na Słowacji oraz współpracą kulturalną, współpracą naukową i techniczną.

## Historia i działalność
Instytut Polski został otwarty we wrześniu 1950 pod nazwą Nowa Polska. W 1982 został przemianowany na Polskie Centrum Informacji i Kultury, a 9 lutego 1994 na Instytut Polski. Od 1953 znajduje się pod obecnym adresem.
Instytut organizuje ok. 12 ekspozycji rocznie. Organizowane są również koncerty, wykłady, pokazy filmowe, spotkania autorskie, wieczory poetyckie, prezentacje książek, seminaria naukowe, spotkania z pisarzami i tłumaczami – ponad 180 wydarzeń rocznie. Prowadzone są także kursy języka polskiego, na które co roku zgłasza się około 50–60 osób. Poza Bratysławą Instytut organizuje wydarzenia m.in. w Koszycach, Żylinie, Bańskiej Bystrzycy, Preszowie, Nitrze i Levicach. Biblioteka Instytutu obejmuje ponad 10 000 książek i 60 tytułów czasopism.

## Dyrektorzy
- 1990–1996 – Marian Grześczak
- 1996–2000 – Wirginia Mirosławska[3]
- 2000–2006 – Jerzy Kronhold
- 2006–2010 – Zbigniew Machej[4]
- 2010–2015 – Andrzej Jagodziński
- 2015–2017 – Monika Krzepkowska[5]
- 15 marca 2017–2021 – Jacek Gajewski[6]
- 1 marca 2021–2024 – Anna Opalińska[7]
- od 2024 – Agnieszka Kwiatkowska[8]